# Sinard
Sinard település Franciaországban, Isère megyében. Lakosainak száma 719 fő (2022. január 1.). Sinard Avignonet, Saint-Martin-de-la-Cluze, Marcieu, Miribel-Lanchâtre, Monestier-de-Clermont, Saint-Paul-lès-Monestier és Treffort községekkel határos.

## Népesség
A település népessége az elmúlt években az alábbi módon változott:
| Lakosok száma | 294  | 281  | 494  | 633  | 650  | 662  | 692  | 703  | 711  | 719  |
|               | 1968 | 1982 | 1990 | 2006 | 2013 | 2015 | 2017 | 2019 | 2020 | 2022 |